# Рупељево
Рупељево је насеље у Србији у општини Пожега у Златиборском округу. Према попису из 2022. било је 271 становника.

## Демографија
У насељу Рупељево живи 307 пунолетних становника, а просечна старост становништва износи 49,4 година (46,5 код мушкараца и 52,6 код жена). У насељу има 126 домаћинстава, а просечан број чланова по домаћинству је 2,88.
Ово насеље је у потпуности насељено Србима (према попису из 2002. године), а у последњих шест пописа, приметан је пад у броју становника.
|  |

| Демографија | Демографија | Демографија |
| Година      | Становника  | Становника  |
| ----------- | ----------- | ----------- |
| 1948.       | 943         |             |
| 1953.       | 975         |             |
| 1961.       | 866         |             |
| 1971.       | 727         |             |
| 1981.       | 580         |             |
| 1991.       | 484         | 484         |
| 2002.       | 451         | 465         |

| Етнички састав према попису из 2002.‍ | Етнички састав према попису из 2002.‍ | Етнички састав према попису из 2002.‍ | Етнички састав према попису из 2002.‍ | Етнички састав према попису из 2002.‍ |
| ------------------------------------ | ------------------------------------ | ------------------------------------ | ------------------------------------ | ------------------------------------ |
|                                      |                                      |                                      |                                      |                                      |
| Срби                                 | Срби                                 |                                      | 451                                  | 100,0%                               |
| непознато                            | непознато                            |                                      | 0                                    | 0,0%                                 |

| Година пописа     | 1948. | 1953. | 1961. | 1971. | 1981. | 1991. | 2002. |
| ----------------- | ----- | ----- | ----- | ----- | ----- | ----- | ----- |
| Број домаћинстава | 177   | 180   | 183   | 182   | 183   | 160   | 157   |

| Број чланова      | 1  | 2  | 3  | 4  | 5  | 6 | 7 | 8 | 9 | 10 и више | Просек |
| ----------------- | -- | -- | -- | -- | -- | - | - | - | - | --------- | ------ |
| Број домаћинстава | 41 | 46 | 18 | 18 | 21 | 9 | 2 | 1 | 0 | 1         | 2,87   |

| Пол    | Укупно | Неожењен/Неудата | Ожењен/Удата | Удовац/Удовица | Разведен/Разведена | Непознато |
| ------ | ------ | ---------------- | ------------ | -------------- | ------------------ | --------- |
| Мушки  | 201    | 48               | 129          | 18             | 6                  | 0         |
| Женски | 198    | 18               | 126          | 52             | 2                  | 0         |
| УКУПНО | 399    | 66               | 255          | 70             | 8                  | 0         |

| Пол    | Укупно                    | Пољопривреда, лов и шумарство | Рибарство                            | Вађење руде и камена | Прерађивачка индустрија       |
| ------ | ------------------------- | ----------------------------- | ------------------------------------ | -------------------- | ----------------------------- |
| Мушки  | 94                        | 22                            | 0                                    | 1                    | 31                            |
| Женски | 64                        | 37                            | 0                                    | 0                    | 14                            |
| УКУПНО | 158                       | 59                            | 0                                    | 1                    | 45                            |
| Пол    | Производња и снабдевање   | Грађевинарство                | Трговина                             | Хотели и ресторани   | Саобраћај, складиштење и везе |
| Мушки  | 1                         | 16                            | 1                                    | 1                    | 13                            |
| Женски | 0                         | 1                             | 6                                    | 0                    | 1                             |
| УКУПНО | 1                         | 17                            | 7                                    | 1                    | 14                            |
| Пол    | Финансијско посредовање   | Некретнине                    | Државна управа и одбрана             | Образовање           | Здравствени и социјални рад   |
| Мушки  | 0                         | 0                             | 4                                    | 2                    | 2                             |
| Женски | 0                         | 1                             | 2                                    | 0                    | 2                             |
| УКУПНО | 0                         | 1                             | 6                                    | 2                    | 4                             |
| Пол    | Остале услужне активности | Приватна домаћинства          | Екстериторијалне организације и тела | Непознато            | Непознато                     |
| Мушки  | 0                         | 0                             | 0                                    | 0                    | 0                             |
| Женски | 0                         | 0                             | 0                                    | 0                    | 0                             |
| УКУПНО | 0                         | 0                             | 0                                    | 0                    | 0                             |